# Crawdaddy Club

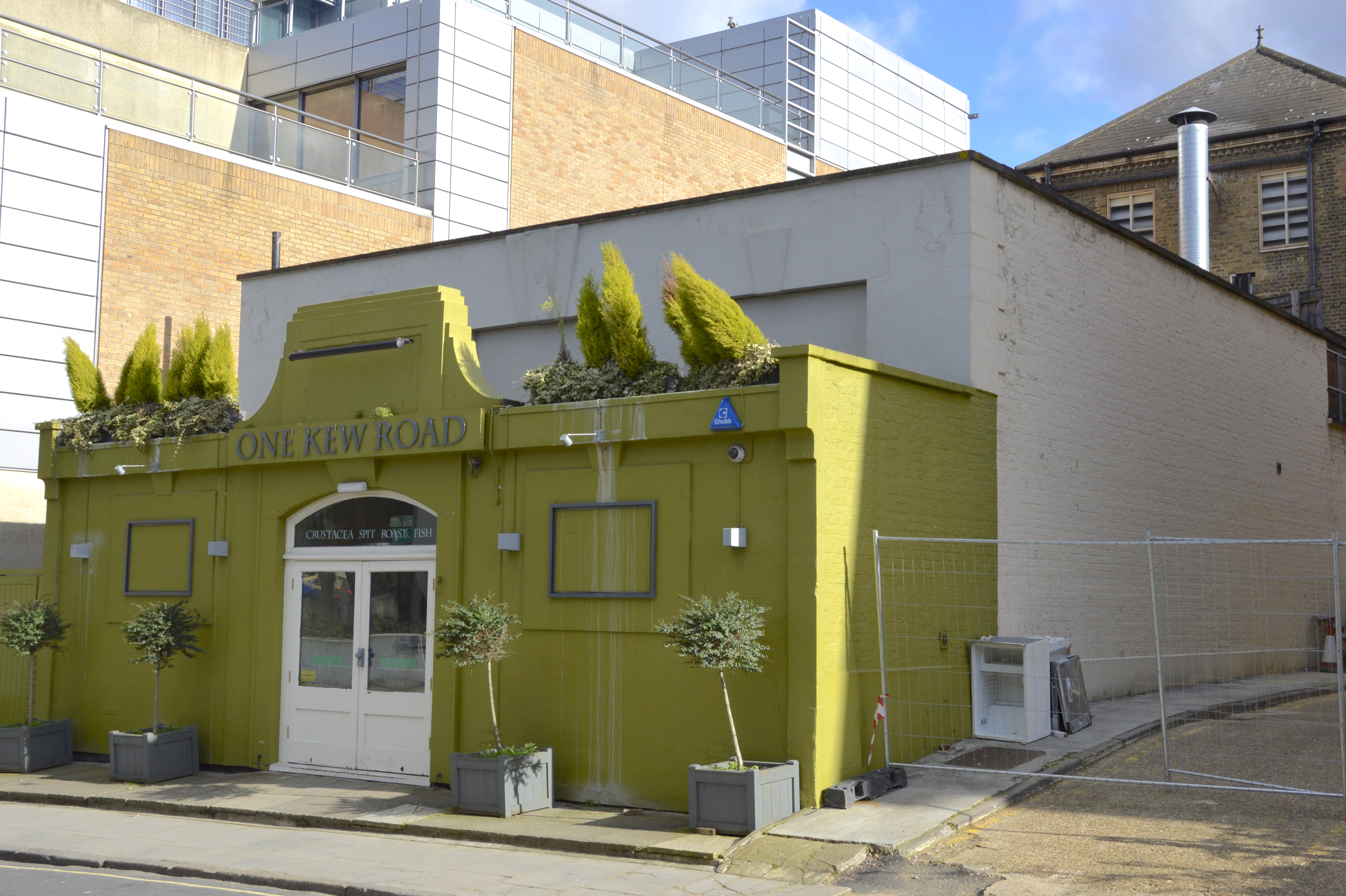
Crawdaddy Club

Crawdaddy Club fue una sala de conciertos ubicada en Richmond upon Thames, en Londres,  Reino Unido. Famosa por ser el primer sitio donde tocaron The Rolling Stones en 1963. Después de ellos, les siguió una larga lista de grupos británicos de blues y rock.

## Historia
El club, que comenzó a funcionar a finales de 1962, fue obra de Giorgio Gomelsky, director de cine y amante del blues, después de haber filmado a la banda de Chris Barber en el primer Festival de jazz de Richmond. Su primer fichaje fue Dave Hunt R & B Band, que tuvo entre sus miembros a Ray Davies, que después formaría The Kinks.
En febrero de 1963, The Rolling Stones hicieron su primer concierto en el Crawdaddy, que tuvo que cambiar de ubicación, a un local más grande, por la gran afluencia de público. Para abril de ese mismo año, tocaban dos veces a la semana en el Crawdaddy Club, y una vez a la semana en Eel Pie Island, a unas dos millas de distancia. Durante esta época tuvieron su primer éxito, la canción Come On.
Cuando a The Rolling Stones se les quedó pequeño el local, y empezaron a hacer giras propias, su puesto en el Club, la ocupó el grupo The Yardbirds, con Eric Clapton. Otros grupos que tocaron allí fueron Led Zeppelin, Long John Baldry, Elton John y Rod Stewart.